# Oleksandr Krikun
Oleksandr Krikun (Leipzig, Sajonia, Alemania, 1 de marzo de 1968) es un atleta ucraniano de origen alemán retirado, especializado en la prueba de lanzamiento de martillo en la que llegó a ser medallista de bronce olímpico en 1996.

## Carrera deportiva
En los JJ. OO. de Atlanta 1996 ganó la medalla de bronce en el lanzamiento de martillo, con una marca de 80.02 metros, siendo superado por el húngaro Balázs Kiss (oro con 81.24 m) y el estadounidense Lance Deal (plata con 81.12 metros).